# Архимандрит Макарије (Имамовић)
Макарије Имамовић (Голубац, 26. фебруар 1975) српски је архимандрит и игуман Манастира Савине.

## Биографија
Игуман Макарије (Имамовић) рођен је 26. фебруара 1975. године у Голубцу. Завршио војнотехничку академију 1999. године. и стекао звање дипломирани инжињер машинства. Дипломирао на Богословском факултету у Фочи 2009. године.
На постдипломским студијама у Атини 2009. – 2014. године, замонашен 27. децембара 2003. године у Манастиру Савина. Рукоположен за јерођакона 3. јануара 2005. године а за јеромонаха 4. јануара исте године такође у Манастиру Савина од митрополита црногорско-приморског др Амфилохија Радовића. Одликован чином игумана Манастир Савине 15. августа 2018. године.